# Blitz (naloty)
Blitz (z niem. „błyskawica”) – seria nalotów niemieckich na Wielką Brytanię podczas II wojny światowej, w okresie od 7 września 1940 do 10 maja 1941.

## Historia

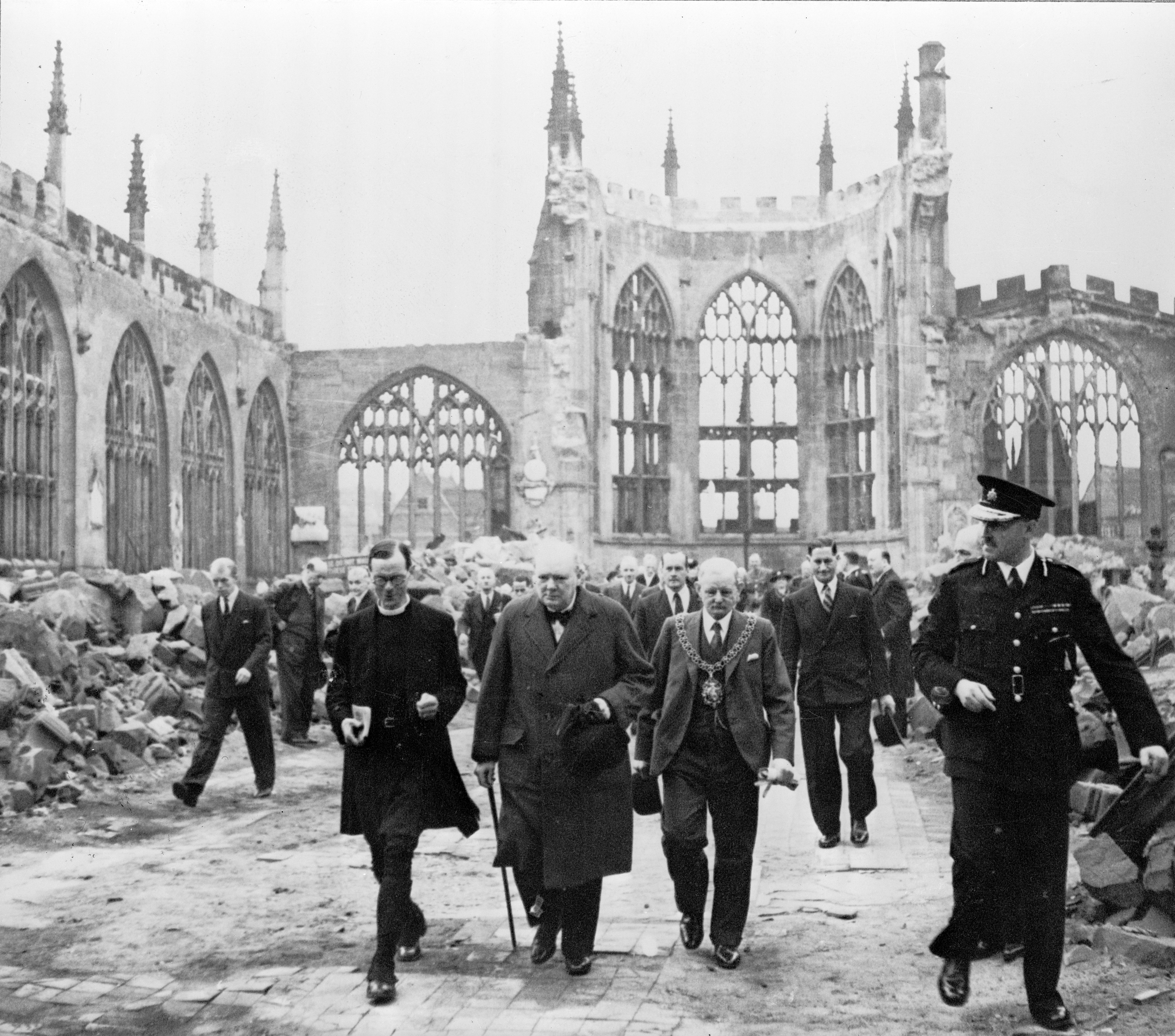
Winston Churchill wizytuje zniszczoną katedrę w Coventry, która stała się jednym z symboli dewastacji spowodowanej przez naloty Blitz

Był to fragment bitwy o Anglię i jedna z największych kampanii nalotów podczas II wojny światowej. Pierwszym celem nalotów był Londyn, później Luftwaffe rozszerzyła naloty na inne cele, w przeważającej większości – cywilne. Szacuje się, że na skutek nalotów niemieckich zginęło ponad 40 tys. cywilów, z tego połowę stanowili mieszkańcy Londynu.
Początkowo naloty były prowadzone w dzień. Gdy straty niemieckie rosły, naloty zmieniły się na nocne.
Celem Blitzu było osłabienie morale Brytyjczyków i skłonienie ich do zawarcia pokoju. Cel ten nie został zrealizowany; historycy krytykują go nie tylko za wyjątkową brutalność, ale także wskazując, że bardziej efektywne byłoby bombardowanie celów militarnych i przemysłowych. Dodatkowo, kampania Blitz stała się jednym z usprawiedliwień dla podobnych, lecz znacznie bardziej efektywnych, nalotów alianckich na Niemcy.